# Kim Wŏn Hong
Kim Wŏn Hong (kor. 김원홍, ur. 17 lipca 1945) – północnokoreański polityk i dowódca wojskowy, generał Koreańskiej Armii Ludowej (kor. 대장). Ze względu na przynależność do najważniejszych gremiów politycznych Korei Północnej, uznawany za członka ścisłej elity władzy KRLD.

## Kariera
Kim Wŏn Hong urodził się w 1945 roku w powiecie Poch'ǒn (obecnie prowincja Ryanggang). Absolwent Wojskowej Akademii Politycznej im. Kim Ir Sena w Pjongjangu.
Awansowany na trzygwiazdkowego generała-pułkownika (kor. 상장) w lipcu 2003, a na czterogwiazdkowego generała (kor. 대장) w kwietniu 2009 roku. Deputowany Najwyższego Zgromadzenia Ludowego KRLD, parlamentu KRLD, począwszy od X kadencji (tj. nieprzerwanie od lipca 1998 roku). 
Podczas 3. Konferencji Partii Pracy Korei 28 września 2010 roku został wybrany na członka Centralnej Komisji Wojskowej KC Partii Pracy Korei, a także zasiadł w samym KC. Dalsze awanse otrzymał podczas kolejnej, 4. Konferencji PPK 11 kwietnia 2012. Wtedy to wszedł do Komisji Obrony Narodowej KRLD, Biura Politycznego KC, a także objął stanowisko szefa Agencji Bezpieczeństwa Narodowego KRLD (kor. 국가안전보위부 – nie mylić z Ministerstwem Bezpieczeństwa Publicznego, kor. 인민보안부, czyli północnokoreańską Policją). Tym samym Kim Wŏn Hong zasiadał w dwóch najważniejszych organach KRLD, sprawujących zwierzchnictwo nad armią – w Centralnej Komisji Wojskowej KC oraz w nieistniejącej Komisji Obrony Narodowej KRLD.
Po śmierci Kim Dzong Ila w grudniu 2011 roku, Kim Wŏn Hong znalazł się na 58. miejscu w 233-osobowym Komitecie Żałobnym. Według specjalistów, miejsca na listach tego typu określały rangę polityka w hierarchii aparatu władzy.
Kawaler Orderu Kim Dzong Ila (luty 2012).